# Неканда-Трепка Антон Станіславович
Антон Станіславович Неканда-Трэпка (біл. Антон Станіслававіч Неканда-Трэпка, 11 лютого 1877, Мінськ — 12 лютого 1942) — білоруський громадський і політичний діяч, педагог.
Закінчив мінську гімназію, Петербурзький технологічний інститут (1903), електротехнічні курси в м. Льєж (1904).
Під час навчання в Петербурзі учасник Білоруського гуртка народної просвіти, студентського руху. Був заарештований. Один з творців Білоруської соціалістичної громади.
З 1905 працював інженером-електриком у Варшаві, Петербурзі, Москві. З 1909 у складі видавництва «Загляне сонце і в наше віконце».
Під час Першої світової війни перебував в Західній Європі. З осені 1918 року в Мінську, викладав у польській гімназії, Мінському вчительському інституті. Один з ініціаторів створення і член ЦК Білоруської соціал-демократичної партії. Взимку 1919 член колегії Наркомосвіти БРСР. 17.3.1919 заарештований ВЧК як «польський агент» і інтернований в Смоленськ.
Після звільнення в листопаді 1919 увійшов до складу президії Тимчасового білоруського національного комітету в Мінську. З 1.3.1920 заступник директора Мінського білоруського педагогічного інституту.
З літа 1920 р. у Вільнюсі, викладав у Віленській білоруській гімназії (в 1922-1923 і 1928-1930 її директор). Один із засновників Товариства білоруської школи (в 1921-1924 відповідальний секретар). У міжвоєнний період працював у Білоруському науковому товаристві, Білоруському видавничому товаристві, Білоруському музеї імені В. Луцкевича у Вільнюсі, співпрацював з газетою «Вперед». Видав підручники з фізики та математики для середніх шкіл.
У жовтні 1939 заарештований органами НКВС СРСР, засланий на 10 років до Сибіру. У 1942 прямував в армію генерала Андерса, помер у дорозі.